# Eriandra
Eriandra é um género botânico pertencente à família Polygalaceae.